# Regne d'Hongria (medieval)
El Regne d'Hongria es formà a partir de l'antic Principat d'Hongria, amb la coronació d'Esteve I l'any 1000. Fou el resultat de la conversió de Géza d'Hongria a l'Església catòlica en la dècada del 970.
Aquest regne fou dirigit per la dinastia Árpád durant els següents tres segles. Ladislau I també esdevingué rei de Croàcia i després els reis d'Hongria n'heretaren el títol. Durant el regnat de Béla IV el regne fou envaït pels mongols. La línia d'Árpád s'extingí al s. XIV. Després d'un curt període d'interregne, quan els senyors més poderosos en competien pel control, els nobles hongaresos triaren una sèrie de reis de diverses dinasties que en restabliren l'autoritat reial.
El primer rei d'Hongria sense descendència dinàstica fou Maties Corví (rei de 1458 a 1490), que dirigí campanyes militars reeixides i també esdevingué rei de Bohèmia i duc d'Àustria. Com a governant renaixentista establí institucions d'educació, patrocinà les arts i les ciències, i introduí un nou sistema legal al regne.
Els territoris hongaresos disminuïren considerablement com a conseqüència de l'expansió de l'Imperi Otomà al s. XVI. El país es dividí en tres parts el 1541: la part central controlada per l'Imperi Otomà com a província de Budin, la part oest, anomenada l'Hongria Reial, els nobles de la qual triaren Ferran I del Sacre Imperi romà com a rei, amb l'esperança que ajudaria a expulsar els turcs, i Transsilvània com a Regne d'Hongria Oriental, que sovint retia homenatge a l'Imperi Otomà.

## Significat
El terme Regne d'Hongria s'empra per denotar la composició multiètnica d'una sèrie de territoris en contraposició amb el modern estat hongarés, prou més petit i ètnicament més homogeni. Abans del s. XIX, el terme "hongarés" designava l'habitant d'aquest estat, independentment de la seua ètnia.
En llatí, els mots natio Hungarica i Hungarus es referien a la noblesa del regne. Tot i que la idea d'Hongria (lleialtat i patriotisme més enllà dels orígens ètnics) existia entre gran part de la població d'aquest estat, segons el tractat Tripartitum d'Istvan Werboczy, només els nobles privilegiats eren la Natio Hungarica o Hungarus, subjectes a la Sagrada Corona independentment de la seua ètnia.

## Visió general

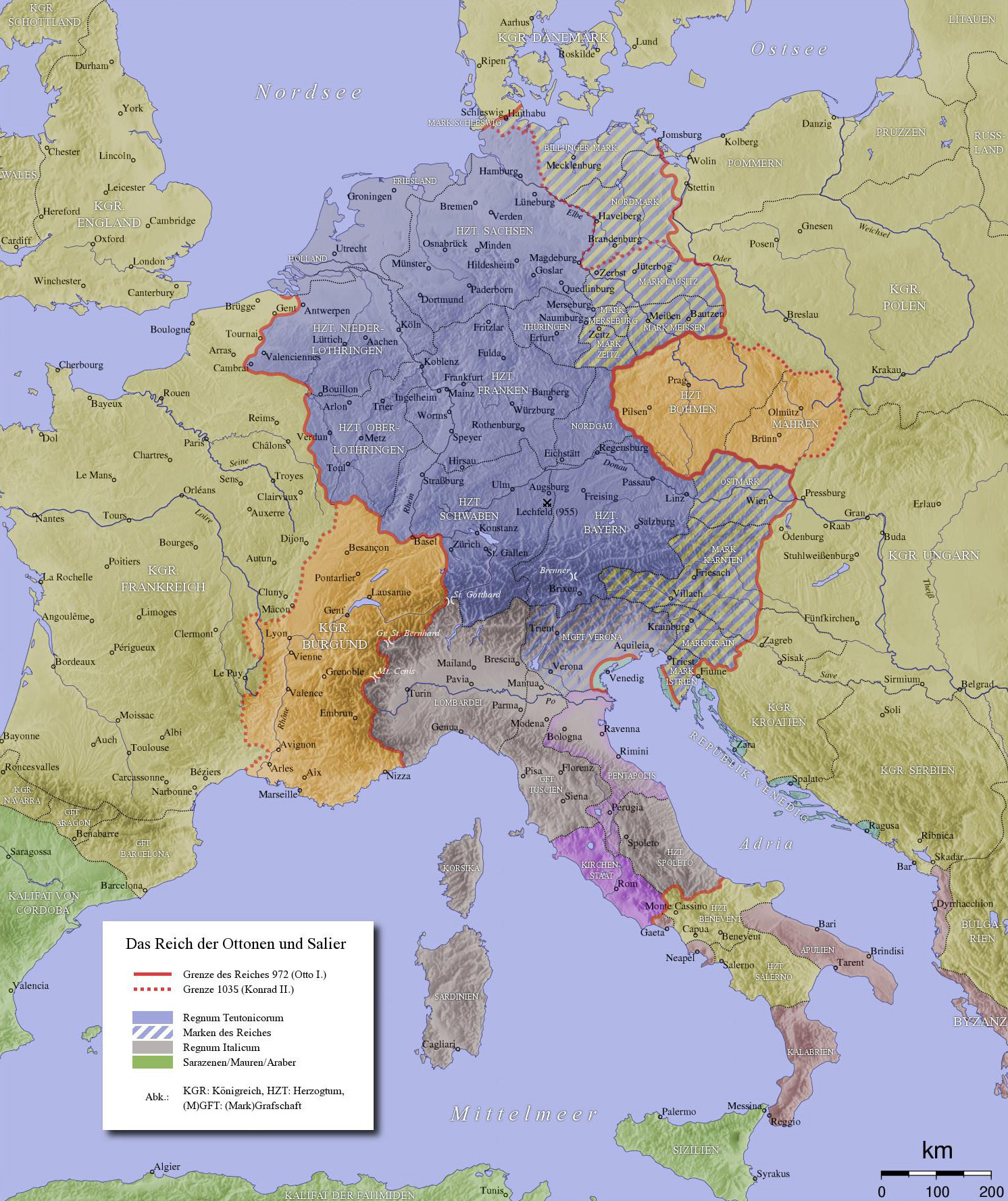
El Sacre Imperi Romanogermànic a la mort de l'emperador Otó.
Mgft. = Marca/Marcgraviat
Ducat
Regne

Als quatre segles posteriors a la seua migració cap a la plana pannònica, els magiars van evolucionar des d'una difusa confederació de tribus i arribaren a crear un regne que seria conegut com a Regne d'Hongria; estava regit per la dinastia Árpád i fortament vinculat a la cristiandat occidental. Finalment, el llinatge d'Árpád s'extingí i el Regne d'Hongria s'enfonsà en el caos, en què la noblesa més poderosa lluitava pel control.
Acabada la dinastia Árpád, els nobles hongaresos triaren una sèrie de reis estrangers per restablir l'autoritat reial. Hongria i els països veïns prosperaren durant segles com a Europa central, i experimentaren una etapa de pau interrompuda sols pels conflictes successoris. Amb el temps, l'expansió de l'Imperi Otomà i les lluites arran de la Reforma Protestant afebliren el país, que s'escindí entre els otomans i l'Imperi Austríac

## Campanyes magiars i la batalla de 955
Els llaços que unien les set tribus magiars es feren febles poc després de la migració. En aquell moment, Europa estava molt desunida i durant més de mig segle els magiars imposaren tributs a Baviera, la Gran Moràvia, Itàlia i l'Imperi Romà d'Orient i en terres tan llunyanes com els Pirineus. L'any 907, el marcgravi Leopold de Baviera intenta aconseguir una victòria contra els magiars. L'exèrcit europeu estava format per uns 100.000 soldats, però van ser derrotats per Árpád d'Hongria en la batalla de Brezalauspurc. El 910, els magiars derrotaren l'exèrcit imperial franc de Lluís IV d'Alemanya prop d'Augsburg. De 917 a 925 els magiars van assaltar Basilea, Alsàcia, Borgonya, Saxònia i Provença. El 937 saquejaren França, i arribaren fins i tot a Reims i Itàlia fins a Òtranto al sud. De vegades com a mercenaris i altres com a saquejadors, les bandes arrasaren pobles i ciutats i van prendre presoners per explotar-los com a mà d'obra, demanar-ne rescat o vendre'ls com a esclaus. L'emperador de l'Imperi Romà d'Orient i els monarques europeus pagaven tributs anuals als magiars. El 955, però, els exèrcits de l'emperador Otó I del Sacre Imperi Romanogermànic derrotà un exèrcit magiar en la batalla de Lechfeld, prop d'Augsburg. Això significà el final de les incursions magiars a Europa occidental, tot i que els assalts contra l'Imperi Romà d'Orient es perllongaria fins a l'any 970.

## ElsÁrpád(970-1301)

### Géza i els començaments de la cristianització del poble hongarés
En la dècada del 970, a conseqüència dels canvis nacionals i internacionals, el més poderós dels prínceps hongaresos, Géza, adoptà el cristianisme, la fe dels vencedors, i començà a difondre'l pel país. Per la mateixa època, inicià un procés d'organització del poder central. Amb prou feines declarà la guerra als països estrangers durant els seus 25 anys de govern. Géza reforçàr la seua política pacifista amb matrimonis entre els seus fills i els membres de les dinasties europees més poderoses, per tal de consolidar el poder magiar a la plana pannònica.
Els esforços de Géza per crear un estat estable que garantís el tron als seus successors fracassaren perquè es va veure obligat a compartir el territori amb altres membres de la família principal. El príncep Koppány també reclamava el tron. En el dret hongarés de successió s'aplicava el sistema del Senyoriu, és a dir, el dret del germà major supervivent. Koppány també exigia el matrimoni amb la vídua principal, Sarolt. La voluntat de Géza que el seu primogènit heretés el tron xocava amb el dret ancestral hongarés.

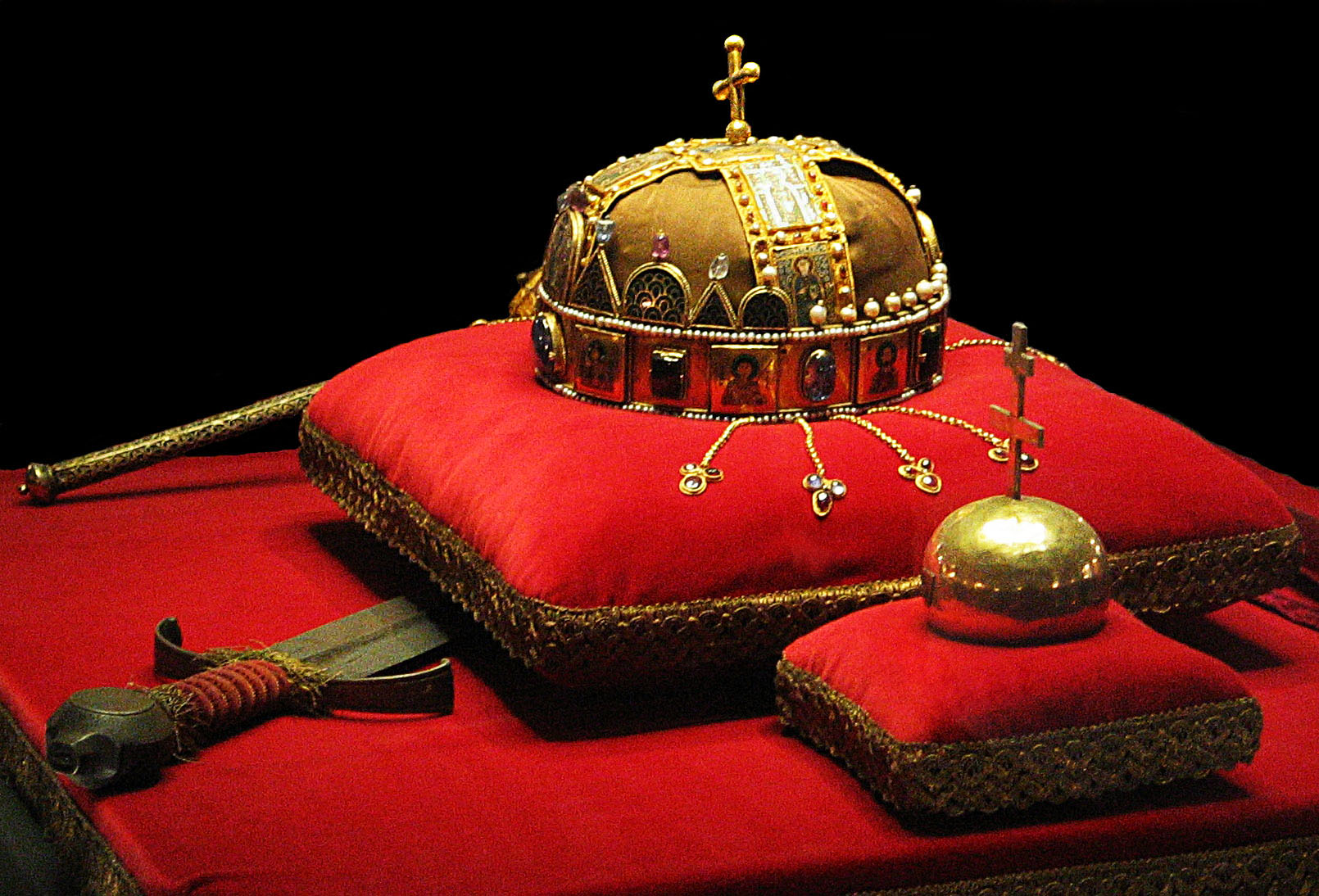
Sagrada corona d'Hongria

En relació amb la seua conversió al cristianisme, sorgia la qüestió de si Hongria hauria d'unir-se a l'Església catòlica o a l'ortodoxa. En un primer moment (a l'entorn del 948), els nobles hongaresos s'uniren a l'Església de Bizanci, ortodoxa. A la tardor de 972, però, Adalbert de Praga fou nomenat bisbe pel papa Silvestre II, amb l'objectiu de difondre el cristianisme occidental entre els hongaresos. Sant Adalbert batejà Géza i la seua família. La seua esposa, Sharolt, havia estat batejada de menuda per un bisbe grec. La decisió d'adoptar aquest segon bateig fou dictada per les circumstàncies. La darrera fase dels atacs hongaresos es dirigí contra el sud-est, i això enutjà als romans d'Orient. L'abolició per part de l'emperador de Bizanci de la independència política i religiosa de Bulgària fou un avís als hongaresos.
L'amenaça bizantina obligà el príncep hongarés a cercar el reconeixement polític i moral del Sacre Imperi. La implantació del cristianisme occidental fou un esdeveniment cultural i polític per als hongaresos. Durant el regnat de Géza, acabaren els saqueigs i quasi aconseguí consolidar un estat independent.

### Sant Esteve I

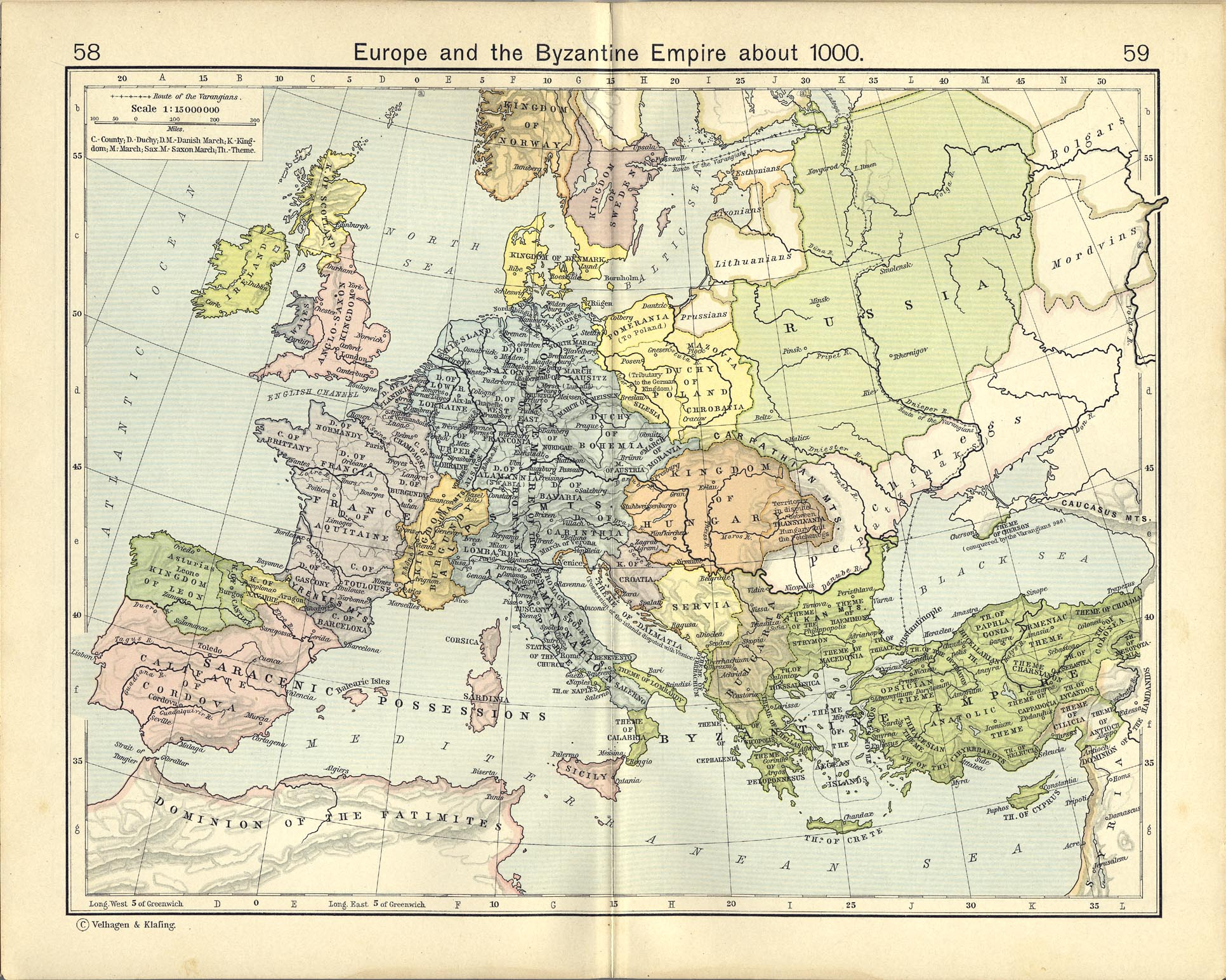
Europa al 1000, l'època d'Esteve I

A la mort de Géza, començaren els enfrontaments per la successió en la cort: segons el dret ancestral hongarés, Koppány hauria d'ocupar el tron, però Géza havia designat hereu el seu primogènit. Les lluites en la família reial s'iniciaren al 997. Koppány es va rebel·lar, i molta gent del Transdanubi se li uní. Els rebels representaven l'antic ordre, el dret ancestral, la fe pagana i l'organització tribal. El seu rival Vajk Istvan, que fou batejat amb el nom d'Esteve, estava recolzat pels senyors magiars lleials i cavallers alemanys i italians, i pretenia unir-se a la comunitat europea. La victòria final d'Esteve sobre Koppány canviaria definitivament el curs de la història hongaresa.
Esteve consolidà el seu poder expulsant altres caps de clans rivals i confiscant-los les terres. Després, demanà al papa Silvestre II el reconeixement com a rei d'Hongria. El papa hi accedí, i la llegenda diu que Esteve fou coronat el dia de Nadal de l'any 1000. La coronació convertia Hongria en un estat de ple dret dins d'Occident, independent del Sacre Imperi Romanogermànic i de l'Imperi Romà d'Orient. També conferia a Esteve un poder absolut, que utilitzà per a enfortir el poder de l'Església catòlica a Hongria. Ordenà als seus súbdits pagaments de delmes i la construcció d'una església per cada deu llogarets. Regalà terres als bisbats i monestirs; decretà el matrimoni obligatori per als que no fossen clergues i va prohibir els matrimonis entre cristians i pagans. Els monjos estrangers que hi arribaren van treballar com a professors, i hi introduí mètodes agraris occidentals. Tot i que al principi s'usava un alfabet hongarés, va acabar adoptant l'alfabet llatí. Entre els anys 1000 i 1844, el llatí era la llengua oficial del país.
Esteve implantà a Hongria un sistema de comtats seguint el model franc, cadascú governat per un comte o magistrat nomenat pel rei. Durant l'època d'Esteve, la societat hongaresa estava organitzada en dues classes: persones lliures i no lliures. Els nobles descendien per línia paterna dels magiars que havien arribat a la plana pannònica o que havien rebut nomenament reial. Sols els nobles podien exercir càrrecs públics o presentar queixes al rei. Pagaven delmes i havien de prestar serveis militars a la corona, però estaven exempts d'imposts. Els no lliures -que no tenien representació política- eren esclaus, lliberts, immigrants o nobles despullats dels seus privilegis. La gran majoria eren serfs que pagaven imposts al rei i donaven part de la seua collita a la noblesa per l'ús de les seues terres. Els serfs depenien directament del rei, i això limitava el poder dels nobles.
Les terres dels clans, les de la corona, i les antigues terres reials formaven l'antic regne. Les terres dels clans eren propietat dels nobles, i les podien deixar-les en herència a altres membres de la família o a l'Església; si un noble moria sense descendent, les seues terres anaven a parar al seu clan. Els territoris de la corona eren patrimoni d'Esteve: terres confiscades a nobles deslleials, conquistades en guerra, o desocupades. Les antigues terres eren propietats concedides a l'Església o a particulars pel rei.
Esteve va sotmetre també prínceps semiindependents com els Atjonia, al sud d'Hongria, prop del riu Mureş i els Gyula de Transsilvània.

### Successors d'Esteve, invasió mongola i reconstrucció
Esteve va morir al 1038, i el canonitzaren al 1083. Malgrat les revoltes paganes i les lluites successòries, Hongria continuà expandint-se. Defensà Transsilvània de les invasions nòmades d'Orient, i els territoris dels sículs i saxons foren colonitzats als s. XI i XII. Igual que en els exèrcits europeus, Esteve creà la cavalleria pesant hongaresa.
Després de mort, comença un procés de lluites per la supremacia entre la reialesa i els nobles. L'any 1051, els exèrcits del Sacre Imperi Romanogermànic intentaren conquistar Hongria, però foren derrotats a la muntanya Vértes i a Pózsony el 1052.
El 1091, Ladislau I d'Hongria conquista Croàcia. Segons una narració basada en el Pacta Conventa, que és possiblement una falsificació, Hongria i Croàcia crearen una unió personal. No hi ha cap document autenticat que verifique aquest fet, i les fonts medievals esmenten l'annexió de Croàcia al Regne d'Hongria.
Els segles XI i XII foren relativament tranquils i Hongria desplegà a poc a poc un sistema feudal segons el model europeu occidental. La producció de gra augmentà, completant així la ramaderia, però fins al segle xii els mètodes de conreu eren molt primitius, perquè cultivaven la terra fins a deixar-la exhaurida, i després emigraven a nous terrenys. Les mines d'or, argent i sal constituïen els principals ingressos. Malgrat que s'hi encunyà moneda, el bestiar continuà sent la principal unitat de canvi. Entre aquests membres de la dinastia Árpád destacaren:

#### Kálmán, l'"amant dels llibres" (1095-1116)
El rei Kálmán publicà la seua més famosa llei mig segle abans que altres governs: De strigis vero quae senar sunt, nulla amplius quaestio fiat ('Respecte al tema de les bruixes, tals coses no existeixen, per això no es realitzaran més investigacions ni judicis).

#### Béla III (1172-92)

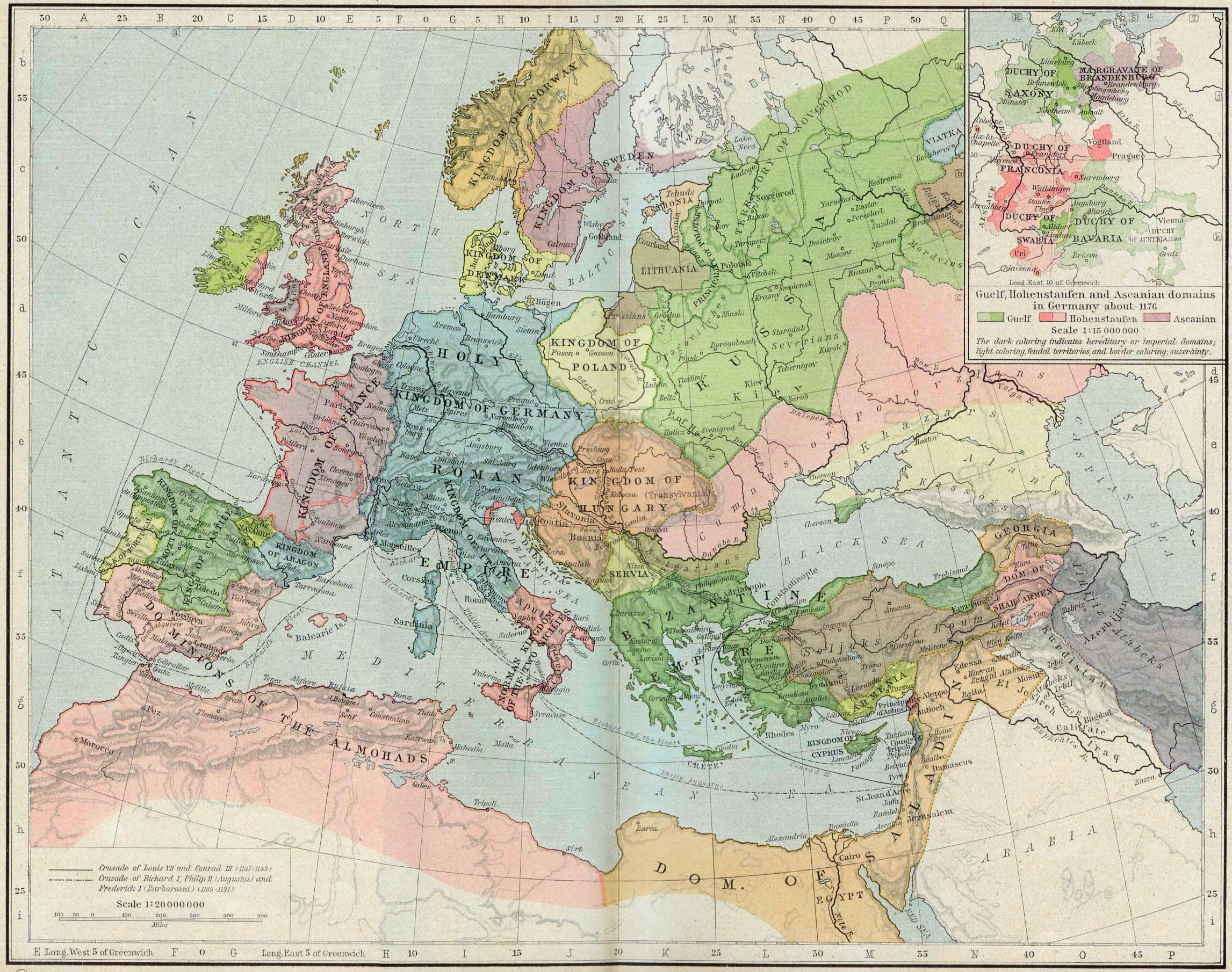
Europa al 1190, durant el govern de Béla III

Béla III d'Hongria fou el més ric i poderós membre de la dinastia. Gastava anualment 23.000 kg d'argent pur, sobrepassant al rei de França (17.000 kg) i doblant la corona anglesa. Va frenar l'hegemonia bizantina als Balcans. Els nous mètodes de conreu i l'explotació de noves terres generaren prou excedents per mantenir una nova classe d'artesans. Al segle xiii, els nobles hongaresos venien or, argent, coure i ferro a Europa Occidental a canvi d'articles de luxe.

Les bandes roges i blanques simbolitzant els Árpád en un segell del rei Imre al 1202

#### Andreu II (1205-35)
Fins a finals del s. XII, el poder reial era suprem a Hongria. Era el major propietari, i els ingressos que proporcionaven les terres de la corona igualaven pràcticament als provinents de mines, duanes i encunyació de moneda. Durant el segle xiii, però, es va produir un canvi en l'estructura social que afectà el poder absolut del monarca. A mesura que les terres de la corona reduïen la seua importància com a font d'ingressos, el rei considerà oportú atorgar part d'aquestes terres a la noblesa per assegurar-se'n la lleialtat. Andreu II d'Hongria, un rei balafiador, amant d'aventures militars estrangeres i de luxes domèstics, atorgà grans extensions de terres als nobles que havien lluitat al seu costat. Aquests, alguns estrangers, aviat esdevingueren una nova classe propietària i el seu poder i riquesa els elevava per sobre de la majoria de la resta de la noblesa.
Al 1211, Burgenland (a Transsilvània) fou lliurada a l'Orde Teutònic. Al 1225, va decidir expulsar-los d'allí, i llavors l'orde s'establí a la riba de la mar Bàltica.
Va encapçalar la Cinquena croada a Terra Santa al 1217, i creà el major exèrcit reial de la història de les croades (20.000 cavallers i 12.000 guarnicions). Quan Andreu intentà afrontar aquestes despeses elevant els impostos als serfs, això perjudicà els ingressos de la petita noblesa, que es rebel·là contra el rei. Al 1222 obligaren el monarca a signar la Butla daurada, la primera constitució d'Europa continental. Per aquesta butla, equivalent hongarés a la Carta Magna anglesa, el poder reial es restringia. De llavors ençà, tots els reis d'Hongria haurien de jurar aquest document, amb un doble propòsit: reafermar els drets de la petita noblesa i de les noves classes socials enfront del rei i els grans magnats, i defensar tots els habitants del poder reial, restringint les prerrogatives reials en certs camps i legalitzant la negativa a obeir les ordres que contravinguessen la legalitat (ius resistenci). La petita noblesa començà a presentar queixes a Andreu, una pràctica que evolucionàr fins a la institució del Parlament o Dieta (assemblea).
A més a més, s'hi instaurà la Doctrina de la Sagrada Corona. Seguint aquesta doctrina, la sobirania pertanyia a la noblesa. Els membres de la Sagrada Corona eren ciutadans de les terres de la corona. Cap d'ells podia obtenir el poder absolut. La nació compartiria el poder polític amb el rei, i la minoria no podria governar sobre la majoria (contra la tirania i l'oligarquia).

#### Béla IV (1235-70)
El fill d'Andreu, Béla IV d'Hongria intentà restablir el poder reial recomprant terres de la corona, sense massa èxit. Els seus esforços, però, obriren una escletxa entre la corona i els magnats en el moment en què els mongols estaven creuant Rússia cap a Europa. Conscient del perill, Béla ordenà la mobilització immediata de la noblesa, gran i petita. Pocs hi respongueren i els tàrtars van derrotar l'exèrcit de Béla en la batalla de Mohi, l'11 d'abril de 1241. Béla es va dirigir primer cap a Àustria, on el duc Frederic II el Bataller el va retenir per cobrar-ne rescat, després d'això va fugir a Dalmàcia. Els tàrtars reduïren Hongria a cendres i massacraren gran part de la població (entre el 25%-30%) abans que arribassen notícies al 1242 de la mort del Gran Ogodei Khan a Karakorum. Els tàrtars se'n retiraren, i deixaren Béla i el que restava del seu regne. Segons altres teories, la retirada mongola es degué al relatiu poc èxit de la campanya, a causa que els castells i viles fortificades podien aguantar-ne els atacs, i això desmoralitzà l'exèrcit mongol. En qualsevol cas, la campanya finalitzà.
La calamitat més gran per a la major part de la població foren la fam i les epidèmies que seguiren a la invasió. Només les ciutats i abadies molt fortificades pogueren resistir els assalts tàrtars. Com a conseqüència, després de la partida dels asiàtics, el rei Béla ordenà la construcció de centenars de castells de pedra i fortificacions per defensar-se de futures invasions.
Béla va comprendre que la reconstrucció del país requeria del suport dels nobles, així que abandonà el projecte de recuperar les antigues terres reials. En comptes d'això, atorgà terres de la corona als seus partidaris, reorganitzà l'exèrcit reemplaçant arquers per cavalleria pesant i autoritzà l'alta noblesa a reorganitzar les seues propietats i construir castells capaços de suportar setges. Béla repoblà el país amb immigrants, transformà els assentaments reials en centres de població alemanya, italiana i jueva. La mineria es perfeccionà, els mètodes de conreu també i l'artesania i el comerç emergiren a les ciutats. Els romanesos (vàlacs) -que havien creat assentaments a Transsilvània- també foren acceptats. Reubicà els cumans de Cuthen, que havien fugit abans de la invasió tàrtara cap a Kunság-Kiskunság-Nagykunság, i els va concedir autonomia. Després d'aquesta reconstrucció, els magnats esdevingueren la força política més poderosa d'Hongria. A la fi del segle xiii, però, es trobaven immersos en lluites internes, tractant de consolidar els seus principats.
Els mongols van tornar a Hongria al 1286, però el nou sistema de fortaleses i les noves tàctiques (major nombre de cavalleria pesant) els detingueren. La força invasora fou derrotada a la rodalia de Pest per l'exèrcit de Ladislau IV d'Hongria.
El rei Béla IV va morir al 1270, i la dinastia Árpád s'extingeix al 1301 quan Andreu III d'Hongria, que havia aconseguit minvar el poder nobiliari, morí sense hereu masculí. De llavors ençà, el regne fou un camp de batalla amb les faccions nobiliàries disputant-se el tron. Durant els reis posteriors a la dinastia Árpád, el Regne d'Hongria assolí la màxima extensió, malgrat la feblesa del poder reial, que veia com els grans propietaris (els barons) augmentaven com més anava més la seua influència. L'alta noblesa feia ús de prerrogatives reials com l'encunyació de monedes, declaració de guerra a potències exteriors o vestits.

### L'estat medieval hongarés
"El desenvolupament constitucional medieval d'Hongria convertí el poder dels reis hongaresos en el més eficient de l'edat mitjana, i això fou possible per l'absència de feudalisme. És clar que hi ha traces feudals, com les dominants en tot Europa, en les antigues institucions hongareses, però n'apareixen com una barreja accidental, no com a essència i tret característic. Aquesta amalgama de prerrogativa pública i dret privat que és l'essència del feudalisme, mai prevalgué en l'organització dels poders públics hongaresos ni arrelà al país. A aquesta primerenca ascendència de la llei pública al govern deu Hongria, no sols una major eficiència per a la llibertat en els poders públics, sinó un primerenc creixement de la consciència d'unitat nacional, en una època en què el sentiment tribal i les lleialtats feudals subdividien Europa en petites unitats que es paralitzaven les unes a les altres." (Comte Albert Appnyi, The juridical nature of the relations between Austria and Hungary, Congrés d'Arts i Ciències realitzat a Sant Luis, Estats Units, al 1904.)

## L'edat d'or (1308-1490)
Els dos primers reis estrangers d'Hongria, Carles I i Lluís I, tots dos de la dinastia d'Anjou, governaren en un dels períodes més gloriosos en la història del país. La pau regnava a Europa central i Hongria.

### Carles I (1308-42)
Després de la fase de destrucció que fou l'interregne, el primer rei angeví, Carles I, descendent per línia femenina de la dinastia d'Árpád, restaurà el poder reial i derrotà els oligarques rivals, els "reietons". Carles fou coronat durant la seua infantesa i fou portat a Hongria. Les seues polítiques fiscal i monetària i els seus nous costums reeixiren sota el seu regnat.
Una de les principals fonts d'informació per al període són els registres de les mines d'or del nord i l'est. La producció assolí la xifra de 3.000 lliures d'or anuals -un terç de la producció del món conegut llavors, i cinc vegades més que qualsevol altre estat europeu.
Va restablir l'autoritat de la corona, perseguí els magnats deslleials i distribuí les terres confiscades entre els seus partidaris. Carles I ordenà a l'alta noblesa el reclutament i equipament de petits exèrcits, anomenats banderia. Governava personalment i reunia la Dieta només per anunciar les seues decisions. La política matrimonial connectava la seua família amb els governants dels regnes de Nàpols i Polònia, i això donava més fortalesa a la imatge exterior d'Hongria.
A part d'Itàlia, Hongria fou el primer país europeu en què el Renaixement tingué una forta presència.
L'estil renaixentista hi arriba des d'Itàlia durant el Quattrocento. El primerenc contacte entre Itàlia i Hongria afavoreix aquesta infiltració que es manifestaria en el canvi de relacions comercials, cultura i humanisme. Durant la primera meitat del segle xiv, les estàtues de dames, cavallers, músics de cort, servents i guàrdies, marquen, no sols el pas del segle xiv al xv, sinó el començament d'una nova era. Ricament vestits i ornats, amb sabates punxegudes i barrets agosarats, són un inesperat recordatori d'un florent, quasi decadent Trecento hongarés, l'existència del qual era poc més que una conjectura abans de l'aparició de restes arqueològiques al castell de Buda.
El poder de l'antiga dinastia d'Árpád s'afermava en la possessió de vastes extensions de terreny. Sota el govern dels Angevins, la família reial esdevingué de nou la major propietària del regne (una tercera part de les terres), tot i que basaven el seu poder, sobretot, en el control dels castells.

### Lluís el Gran (1342-82)

Aquest escut s'emprà per primera volta durant el regnat de Lluís I (1342-82) i n'evolucionà fins a l'actual

El successor i fill de Carles I, Lluís I d'Hongria conservà l'autoritat reial que son pare havia construït. Al 1351, va emetre un decret que reconfirmava la Butla daurada, eliminava les distincions legals entre petita i alta noblesa, reglamentava les obligacions dels serfs i els prohibir abandonar les granges de la petita noblesa per cercar millors oportunitats en les propietats dels magnats. El decret establia també el sistema de la primogenitura en les herències. L'economia hongaresa continuà a l'alça durant el regnat de Lluís I. L'or i els metalls preciosos que s'extreien de les mines engreixaven les arques reials, el comerç exterior augmentava, s'alçaven noves viles i els artesans s'agrupaven en gremis. La prosperitat animà l'activitat cultural, i Lluís I promogué la creació de manuscrits il·luminats i creà al 1367 la primera Universitat d'Hongria. Va estendre els seus territoris fins a la mar Adriàtica i ocupà el Regne de Nàpols diverses vegades. Sota el seu regnat visqué el més famós heroi de la literatura hongaresa: Nicolau Toldi. Lluís I també es feu famós a Polònia per les seues reeixides campanyes contra tàrtars i lituans. Després de dues guerres (1357-58 i 1378-81) contra Venècia s'annexionà Dalmàcia i Dubrovnik, així com altres territoris de la costa adriàtica. Venècia hagué d'hissar la bandera angevina a la plaça de Sant Marc els dies de festa.
Lluís I obrí una universitat a Pécs el 1367 per acord amb el papa. Els turcs otomans assaltaven el país amb una freqüència cada volta més gran. El 1366 i 1367, Lluís dirigí amb èxit campanyes contra els turcs (batalla de Nicòpolis, 1366), i convertí en vassalls els estats balcànics. Al 1370, després de la mort de Casimir III de Polònia, esdevingué rei de Polònia i governaria durant dotze anys els estats, mantenint, al mateix temps, la seua influència política a la península Itàlica.

### Segismund de Luxemburg (1387-1437)
Després de la mort de Lluís I, fou el seu gendre Segismund I (1387-1437) qui arribà al tron després de llargues lluites. Sota Segismund, la fortuna d'Hongria començà a declinar. Molts nobles menyspreaven el nou rei per la seua crueltat durant la lluita successòria, les seues llargues absències i les seues costoses guerres externes. Al 1401, un grup de nobles empresonà temporalment el rei i al 1403, un altre grup coronà un altre rei que no assolí assentar-se, però vengué Dalmàcia a la República de Venècia, sense que Segismund la pogués recuperar.
Al 1404, Segismund promulga la Placetum Regium, per la qual cap missatge o butla papal podria aplicar-se a Hongria sense l'autorització reial. Al 1414, el rei convoca el concili de Constança, que posa fi al cisma d'Occident en l'Església catòlica amb l'elecció d'un nou papa.
A la mort de son pare Carles IV, rei de Bohèmia, el 1419 Segismund el succeí en el tron. Al 1433, seria proclamat emperador del Sacre Imperi Romanogermànic.
Igual que altres reis hongaresos anteriors, Segismund elevà els seus partidaris a la categoria de magnats, i liquidà les propietats de la corona per afrontar les seues despeses. Tot i que l'economia hongaresa continuava sent rica, les despeses de Segismund en superaven els ingressos. Incrementà els beneficis de la corona apujant els impostos als serfs i exigint pagaments en moneda. Les revoltes socials començaren al final del regnat de Segismund pels elevats imposts i les renovades pressions dels magnats sobre la petita noblesa. La primera revolta camperola esclata quan un bisbe transsilvà ordena als seus súbdits el pagament del delme en moneda en comptes d'en espècie. D'altra banda, els ensenyaments dels hussites s'estengueren entre la població, que s'alçà contra el bisbe. Tot i que la revolta fou ràpidament sufocada, provocà la unió dels sículs, els hongaresos i els saxons de Transsilvània en la Unio Trium Nationum per defensar els seus privilegis i independència davant qualsevol poder tret del del rei. Durant el seu llarg regnat, el castell reial de Buda es convertí en el major palau gòtic de la baixa edat mitjana. La primera traducció a l'hongarés de la Bíblia data de 1439, però era il·legal en aquesta època.
S'hi produïren nous desordres quan els otomans expandiren el seu imperi als Balcans. Al 1352, travessaren el Bòsfor, van sotmetre Bulgària al 1388 i derrotaren els serbis en la batalla de Kosovo Polje de 1389. Segismund encapçalà una croada contra ells al 1396, però fou derrotat pels otomans a Nicòpolis, tot i que n'escapà amb vida. Les campanyes de Tamerlà a Anatòlia al 1402 i 1403 van reduir la pressió otomana a Europa, però el 1437, el soldà Murat II es preparava per envair Hongria. Segismund va morir aquest mateix any i els seus successors Albert II (1437-39) i Ladislau de Varna (1439-44) van morir durant les guerres contra els otomans.

## L'època del comte Joan Hunyadi
Després de la mort de Ladislau I, els nobles hongaresos triaren com a rei Ladislau el Pòstum, anomenat així per ser fill pòstum d'Albert II, i situaren com a regent Joan Hunyadi fins que el rei tingués la majoria d'edat. Fill d'un noble menor d'ascendència valaca o cumana, Hunyadi s'havia distingit en les guerres contres els otomans. Ascendit a general, fou governador militar de Transsilvània, un dels majors propietaris d'Hongria, i heroi de guerra. Usà el seu patrimoni personal i el suport dels seus partidaris per aconseguir la regència malgrat l'oposició dels magnats. Creà un exèrcit mercenari finançat pel primer impost de la història d'Hongria que afectà la noblesa. Va derrotar les forces otomanes a Transsilvània al 1442 i eliminà el domini turc a Sèrbia el 1443, tot i que fou derrotat a l'any següent en la batalla de Varna, en què perd la vida el rei Ladislau I. El 1446, el Parlament tria Hunyadi com a governador, càrrec que exerciria fins al 1453, en què és nomenat regent del regne. El 1448, Hunyadi intenta expulsar els turcs, però és traït per serbis i valacs, que el deixen en inferioritat numèrica davant els turcs en la segona batalla de Kosovo.
El 1456 va aconseguir retenir la ciutat de Belgrad malgrat el setge a què fou sotmesa pel soldà Mehmet II. Durant el setge, el papa Calixt III ordena que les campanyes de totes les esglésies sonassen al migdia, cridant els creients a l'oració per defensar la ciutat. En molts estats, però, com Anglaterra i els regnes ibèrics, les notícies de la victòria van arribar abans que l'ordre papal, per això el so de les campanes es transformà en una mostra de joia.
Poc després, Hunyadi mor de pesta bubònica.

### Maties Corví i l'absolutisme
Alguns magnats detestaven Hunyadi, tant per la seua popularitat com pels imposts, i van témer que els seus fills intentassen llevar el tron a Ladislau. Van ordenar als fills d'Hunyadi tornar a la cort, en què decapitaren el seu fill major. El seu germà petit, Maties, fou capturat i empresonat a Bohèmia. La petita noblesa lleial a Maties, però, aviat es rebel·là i va expulsar del poder Ladislau el Pòstum, que va morir en l'exili poc després. Després, van pagar el rescat de Maties, es van reunir amb ell damunt les aigües congelades del Danubi i el proclamaren rei. Maties Corví (1458-1490) fou, amb l'única possible excepció de Joan I, el darrer rei d'Hongria que governà efectivament sobretot l'estat.
Aquesta és la primera vegada en l'Hongria medieval en què un noble, sense ancestres o relacions amb la reialesa, obté el tron reial. Un autèntic príncep renaixentista, militar reeixit i hàbil administrador, excel·lent lingüista, notable astròleg i patró de les arts i del coneixement.
Tot i que Maties reunia regularment la Dieta i augmentà el poder de la petita noblesa als comtats, exercí el seu poder d'una manera absoluta amb la creació d'una burocràcia laica. Reclutà un exèrcit de 30.000 soldats entre hongaresos i estrangers i va fortificar la frontera sud amb la creació d'una xarxa de castells. No desenvolupà, però, una política antiturca agressiva com son pare, sinó que llançà ofensives, prou impopulars, contra Bohèmia, Polònia i Àustria sota el pretext de crear una potència centreeuropea que pogués plantar cara als turcs, però amb la intenció d'esdevenir emperador del Sacre Imperi. Va eliminar exempcions fiscals i augmentà les càrregues sobre els serfs per finançar el nou exèrcit i les despeses de la cort. La noblesa protestà davant aquestes mesures, però els serfs en general van considerar Corví un rei just, ja que, tot i que els incrementà les càrregues, els defensà de manera efectiva contra els abusos d'altres magnats. Va reformar també el sistema legal, estimulant el creixement urbà. Maties Corví fou un autèntic renaixentista, i va convertir la cort en un centre d'irradiació de la cultura humanística; sota el seu govern, la impremta arriba a Hongria i es crea una segona universitat a Budapest. La Bibliotheca Corvinniana, obra seua, era coneguda en tot Europa. S'hi guardava la major col·lecció de documents històrics i treballs filosòfics i científics del s. XV, només superada per la Biblioteca Vaticana, que sols custodiava materials religiosos. Aquesta biblioteca renaixentista fou declarada Patrimoni de la Humanitat per la UNESCO. En la seua persecució del tron imperial, Maties es muda finalment a Viena, on va morir al 1490, enverinat segons algunes teories.

## La dinastia Jagelló i la decadència d'Hongria (1490-1526)
Els magnats del regne, que no volien un altre rei de mà pesada, dugueren al tron a Vladislau II, fill de Casimir IV Jagelló i rei de Bohèmia (Ulászló II per a la història hongaresa). Aquest rei era conegut com el rei Dobži, o Dobzse (que significa 'bé' o, en un altre sentit, 'd'acord') pel seu hàbit d'acceptar amb aquesta paraula qualsevol paper que se li posés al davant. Sota el seu govern, el poder central comença a travessar serioses dificultats financeres, principalment per l'ampliació de territoris feudals a costa del patrimoni reial. A instàncies de la noblesa, el rei aboleix els impostos creats per Corví i que servien per finançar l'exèrcit hongarés, i aquest es va dispersar just quan l'amenaça turca era més apressant. Els magnats desmuntaren també el sistema administratiu creat per Corví i es van enfrontar a la petita noblesa. Al 1492, la Dieta limitava la llibertat de moviment dels serfs i n'ampliava les obligacions, mentre que una part important de llauradors lliures aconseguia prosperar gràcies a l'exportació de bestiar a Occident. El descontentament rural esclatà al 1514 quan un grup de camperols armats que anaven a unir-se a una croada contra els turcs es rebel·len sota les ordres de György Dózsa (un capità de la guàrdia de fronteres) i ataca nombroses propietats per tota Hongria. Units enfront d'aquesta amenaça comuna, l'alta i petita noblesa derroten finalment als rebels, i després d'això Dózsa i altres dirigents foren cruelment executats.
Commocionada per la rebel·lió llauradora, la Dieta de 1514 va aprovar noves lleis que vinculaven definitivament els serfs a la terra i n'augmentaven encara més les càrregues. Se'ls aplicava càstigs corporals, i alguns nobles fins i tot amarraven els seus serfs com si fossen ramat. El jurista Istvan Werboczy inclogué aquestes noves lleis en el Tripartitum de 1514, que constituiria l'esperit del cos legal hongarés fins a la revolució de 1848. El Tripartitum, però, mai funcionà com un autèntic codi legal
Aquest tractat atorgava al rei i als magnats hongaresos porcions iguals de poder: els nobles reconeixien el rei com el seu superior, però, en bescanvi, tenien la prerrogativa de triar el rei. El Tripartitum eximia la noblesa del pagament d'imposts, obligava a prestar serveis militars només en cas de guerres defensives, i els permetia fer arrests arbitraris amb tota impunitat.
Quan Ladislau II va morir al 1516, el seu fill de deu anys Lluís II fou coronat, però un Consell Reial designà la Dieta perquè governàs el país. Hongria estava a la vora del caos per les lluites nobiliàries. Les arques reials estaven exhaurides, i el rei demanà diners prestats per mantenir la seua hisenda, malgrat que rebia un terç dels ingressos estatals. Hongria estava indefensa enfront d'amenaces exteriors: els guàrdies fronterers no rebien la paga, les fortaleses s'enfonsaven per manca de manteniment i les iniciatives per incrementar els imposts que permetessen reforçar les defenses es desestimaven. Al 1521, el soldà Solimà el Magnífic s'adonà de la feblesa d'Hongria i prengué Belgrad per atacar-la. Lluís II i la seua esposa, Maria d'Hongria, tractaren d'organitzar un colp d'estat contra la noblesa, però hi van fracassar. L'agost del 1526, Solimà el Magnífic entra a Hongria al capdavant de 100.000 soldats. Les tropes hongareses s'estaven encara organitzant quan un exèrcit hongarés format per 26.000 s'enfrontà als turcs a la batalla de Mohács. Els europeus estaven ben entrenats i proveïts, i esperaven reforços de Txèquia i Transsilvània, però mancaven de dirigents militars. Van sofrir una forta derrota, amb 20.000 morts en el camp de batalla, entre ells el mateix rei, que va morir en caure del cavall.
En morir Lluís II, una facció nobiliària proclamà rei Joan I, mentre que un altre grup trià Ferran I; tots dos reclamaren la sobirania, però mancaven de força per derrotar els rivals. Szapolyai, governador militar de Transsilvània i hongarés de naixement, fou reconegut pel soldà i recolzat per la petita noblesa, contrària a la imposició de sobirans estrangers. Ferran, d'altra banda, rebia ajut dels magnats d'Hongria occidental, que esperaven suport del seu germà l'emperador Carles V, per expulsar els turcs. Al 1538, Jordi Martinuzzi, conseller de Szapolyai, signa un tractat amb el bàndol rival pel qual Ferran seria reconegut com a rei de tota Hongria a la mort de Szapolyai, que no tenia descendència. L'acord s'esquinçà quan Szapolyai es casà i va tenir un fill. El 1540 la mort de Joan I d'Hongria va portar Àustria a avançar novament cap a Buda, que finalment caigué en mans otomanes en el setge de 1541, com també Pest i va procedir a aniquilar de facto el regne d'Hongria, i l'emperador Ferran va fracassar en l'intent de conquesta de les ciutats de Buda i Pest el 1542, que acabaven de caure en mans però va ser rebutjat pels otomans.